# Protathlema SEGAS (1906)
Protathlema SEGAS (1906) była 1. edycją Protathlemy SEGAS – najwyższej piłkarskiej klasy rozgrywkowej w Grecji. Liga skupiała tylko zespoły z Aten i okolic. W rozgrywkach wzięły udział 3 drużyny. Pierwszym mistrzem Grecji został zespół Ethnikos Ateny. 

## Tabela końcowa
|   | Klub               | M | Z | R | P | Br+ | Br- | Br+/- | Uwagi  |
| 1 | Ethnikos Ateny     | 2 | 2 | 0 | 0 | 6   | 0   | +6    | Mistrz |
| 2 | Piraikos Syndesmos | 2 | 1 | 0 | 1 | 4   | 6   | -2    |        |
| 3 | Panellinios GS     | 2 | 0 | 0 | 2 | 3   | 7   | -4    |        |